# Старчонка
Старчонка — река в Старицком районе Тверской области России, левый приток Волги.
Длина — 23 км, площадь водосборного бассейна — 69,8 км². Исток — в болотах юго-западнее деревни Абакумово. Протекает в северо-восточном направлении, большей частью вдоль автодороги Тверь — Ржев 28К-0576. Устье — в городе Старице.

## Данные водного реестра
По данным государственного водного реестра России относится к Верхневолжскому бассейновому округу. Речной бассейн реки — (Верхняя) Волга до Куйбышевского водохранилища (без бассейна Оки), речной подбассейн — бассейны притоков (Верхней) Волги до Рыбинского водохранилища, водохозяйственный участок реки — Волга от города Зубцов до города Тверь, без реки Тверца.
Код объекта в государственном водном реестре — 08010100612110000001620.